# Andrew Eaton
Andrew Eaton, född 1960 i Derry, Nordirland. Filmproducent.

## Filmografi (filmer som haft svensk premiär)
- 1994 – Familjen
- 1995 – Go Now
- 1996 – Jude
- 1998 – I Want You
- 1999 – Med liv och lust
- 1999 – Wonderland
- 2002 – 24 Hour Party People
- 2002 – In This World
- 2004 – 9 Songs
- 2006 – Tristram Shandy
- 2006 – The Road to Guantanamo
- 2007 – A Mighty Heart
- 2013 – Rush

## Utmärkelser
- 2000 - British Independent Film Awards - årets producent
- 2004 - BAFTA Film Award - bästa icke engelskspråkiga film tillsammans med Michael Winterbottom och Anita Overland för In This World